# Ethobunus filipes
Ethobunus filipes is een hooiwagen uit de familie Zalmoxioidae.